# Saint-Jérôme
Saint-Jérôme város Kanadában, Québec tartományban.  Laurentides régió székhelye. Lakossága 63 729 fő. Montréaltól való távolsága 45 km északnyugatra, amivel a 117-es autópálya köti össze. A  Környéke kisebb hegyekkel tűzdelt, ahol elsőként a 19. század végén jelentek meg a földműves telepesek. Habár a terület nem volt túl termékeny, családok ezrei települtek le a környéken, falvakat alapítottak, az addig szűz erdőket megritkították.

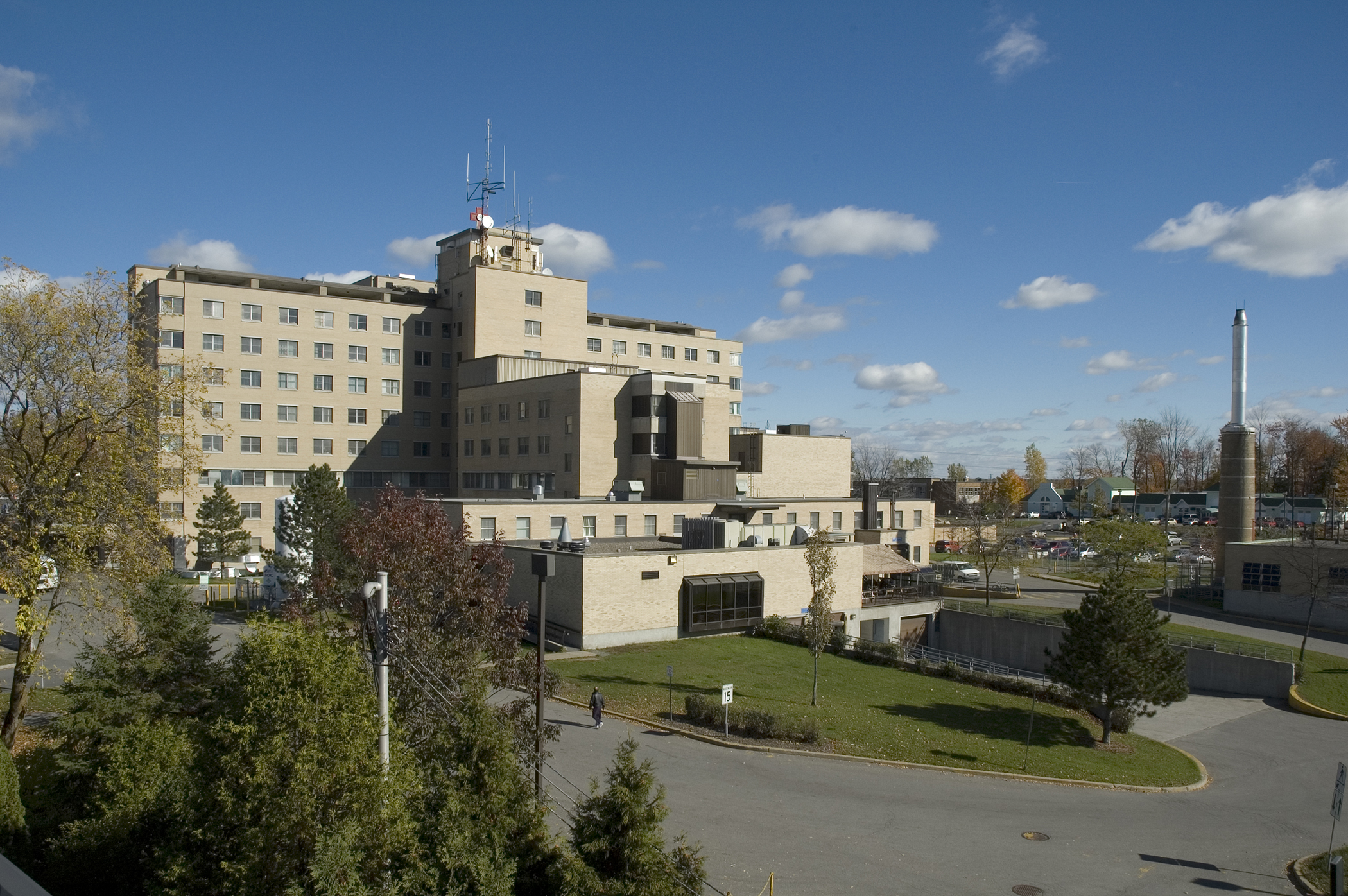
Kórház

A Laurentia-hegység (Les Laurentides), amely a környék domborzatát legjobban jellemzi, egészen Charlevoix-ig terjed.

## Megalapítása, körzetei
Saint-Jérôme-ot 2002. január 1-jén alapították, a Québec-i önkormányzatok újrarendezésekor. Az új város, Saint-Jérôme négy, már meglévő város (Saint-Jérôme, Bellefeuille, Lafontaine és Saint-Antoine-des-Laurentides) egyesítéséből jött létre. Ezek ma a város különböző körzeteiként működnek.
Lakosságuk:
- Saint-Jérôme (24 583)
- Bellefeuille (14 066)
- Saint-Antoine-des-Laurentides (11 488)
- Lafontaine (9 477)

## Külső hivatkozások
- Hivatalos honlap (franciául)